# Marian Konarski
Pour les articles homonymes, voir Konarski.
Marian Konarski est un peintre figuratif polonais né le 8 décembre 1909 à Chrzanow (Autriche-Hongrie, aujourd'hui en Pologne), et mort le 30 octobre 1998 à Cracovie.

## Biographie
Il a fait ses études à l'Académie des Beaux-arts de Cracovie ainsi que chez le célèbre sculpteur polonais Stanisław Szukalski - à partir de 1930, il expose dans beaucoup de villes de Pologne.
Le peintre suit un chemin solitaire et original à l'encontre de toutes les tendances de l'époque dans ses tableaux allusifs, il nous ouvre le cœur de « l'homme moderne » pour nous dévoiler les conflits qui se jouent en lui.
Son art cherche à nous émouvoir au plus profond de nous-même d'où le terme « Intro-Pression » qu'il emploie pour le caractériser.

## Expositions
- peintures d'intro-pression aux galeries Raymond Duncan, 31 rue de Seine Paris VI, du 31 janvier au 14 février 1964.